# Raimundo Saporta
Raimundo Saporta Namías (Estambul, 16 de diciembre de 1926 - Madrid, 2 de febrero de 1997), fue un destacado directivo español del Real Madrid, la Federación Española de Baloncesto (FEB) y la Federación Internacional de Baloncesto.
De origen judío sefardí, se asentó en España en 1941 y desde el principio destacó por su habilidad para la gestión económica y deportiva. Compaginó su trabajo en el Banco Exterior de España con la vicepresidencia de la FEB cuando solo tenía 22 años. En 1952 recaló en la junta directiva del Real Madrid por mediación de Santiago Bernabéu, del que fue su mano derecha durante todo su mandato. Ocupó la vicepresidencia desde 1962 hasta 1978, y como responsable de la sección de baloncesto llevó al equipo a la etapa más exitosa de su historia. En sus últimos años fue presidente de Honor de la entidad madrileña.
Dentro del baloncesto europeo, está considerado el impulsor de la Copa de Europa de baloncesto (actual Euroliga). Entre 1995 y 1997 fue vicepresidente de la FIBA.

## Biografía
Raimundo Saporta nació en Constantinopla (actual Estambul) el 16 de diciembre de 1926, en el seno de una familia sefardí de Salónica, descendiente de los judíos expulsados de España. Su padre Jaime, un banquero, poseía pasaporte español gracias a un decreto del dictador Miguel Primo de Rivera de 1924, por el que se concedía la nacionalidad a todos aquellos que pudiesen acreditar origen sefardí.
Tras la Gran Depresión, los Saporta se trasladaron a París y vivieron allí hasta el estallido de la Segunda Guerra Mundial. Alertado ante una hipotética ocupación nazi de Francia, Jaime Saporta tramitó la nacionalidad española de toda la familia gracias a la ayuda de Bernardo Rolland de Miota, cónsul general. Del mismo modo, en la documentación oficial se modificó el lugar de nacimiento a la capital gala para evitar cualquier problema.
La familia se asentó en Madrid en 1941 y a los pocos meses sufrió la pérdida de su padre cuando este fue atropellado por un tranvía. Por esta razón, al concluir la educación obligatoria en el Liceo Francés, Raimundo trabajó durante un tiempo en una tienda de electrodomésticos de la Gran Vía. Tiempo después inició su carrera en el Banco Exterior de España, donde llegó a ocupar una de las direcciones adjuntas a la presidencia hasta su jubilación en 1983.
Su hermano mayor, el escritor Marc Saporta (1923-2009), prefirió regresar a París cuando la guerra finalizó y adoptó la nacionalidad gala.
Raimundo contrajo matrimonio con Arlette Politi Treves (1930-2009), también de origen sefardí, a la que conoció en Francia y que fue su pareja durante el resto de su vida.

## Trayectoria

### Inicios en la Federación Española de Baloncesto
Su primer contacto con el baloncesto fue en el Liceo Francés como delegado del equipo escolar, cuando tenía 16 años. En este cargo estuvo en contacto permanente con los dirigentes de la Federación Española de Baloncesto (FEB) para la organización de torneos, labor en la que destacó al punto de que el presidente, el general Jesús Querejeta, quiso nombrarle directivo a los 19 años. No obstante, los estatutos fijaban la mayoría de edad en 21. En 1947 Saporta fue nombrado tesorero y un año después llegó a la vicepresidencia. La importancia que ganó en esa institución le granjeó una buena relación con las autoridades de la época.
En 1952 Santiago Bernabéu, presidente del Real Madrid, se puso en contacto con la FEB para solicitarles un asesor que organizase un torneo de baloncesto, enmarcado dentro de la celebración del 50.º aniversario de la fundación. Saporta consiguió hacer un cuadrangular con rivales internacionales y Bernabéu, asombrado por sus facultades, le pidió que formase parte de la directiva del club blanco.

### Etapa en el Real Madrid
Raimundo Saporta ingresó en la directiva del Real Madrid como contable en mayo de 1953 y responsable del baloncesto. Un año después ascendió a tesorero. A pesar de llevar poco tiempo, estuvo implicado en todas las gestiones importantes en la historia de la entidad. Una de sus primeras medidas en la tesorería fue abrir una cartilla de ahorros a cada jugador, de las que supervisaba todos los gastos. Además era el encargado de las renovaciones. Compaginó el cargo en el Banco Exterior por las mañanas con la dirección deportiva por las tardes, dado que los miembros de la directiva no eran entonces profesionales.
El presidente Bernabéu le puso al mando de las negociaciones para incorporar al argentino Alfredo Di Stéfano, cuyo fichaje fue un punto de inflexión en la sección de fútbol. Sin embargo, la contratación estuvo envuelta en la polémica: mientras los blancos compraron los derechos a Millonarios de Bogotá, el F. C. Barcelona firmó un precontrato con River Plate, que en primera instancia poseía la mitad de los derechos del futbolista. La Delegación Nacional de Deportes llegó a una decisión salomónica, por la que jugaría en el Real Madrid el primer año y después se marcharía al Barça. Pero al final los azulgrana renunciaron y Di Stéfano se asentó en la capital.
Saporta también jugó un papel muy importante en la creación de la Copa de Campeones de Europa. Durante las negociaciones fue el intérprete entre Santiago Bernabéu, el periodista Gabriel Hanot y su superior Jacques de Ryswick. La idea de una competición europea similar al Campeonato Sudamericano de Campeones se hizo realidad en la temporada 1955-56.
En 1962 ascendió a la vicepresidencia del Real Madrid, convirtiéndose en la mano derecha de Santiago Bernabéu.
En lo que respecta al baloncesto, fue el presidente del Real Madrid de Baloncesto y responsable de su etapa más exitosa de la historia. A pesar de tener más poder que cualquier otro miembro, tuvo que lidiar con la junta directiva porque muchos de ellos creían que la sección era innecesaria. En 1955 conoció al entrenador Pedro Ferrándiz por recomendación del secretario de la FEB. Después de encargarle la organización de un torneo infantil con éxito, Saporta le confió las categorías inferiores del club blanco y en 1959 le ascendió a entrenador del primer equipo, cargo que mantuvo hasta 1975. Bajo su mando el Real Madrid ganó 12 ligas nacionales, 11 copas de España y cuatro copas de Europa. La plantilla contó con algunas de las primeras estrellas del panorama nacional, algunos de ellos estadounidenses nacionalizados: Emiliano Rodríguez, Clifford Luyk, Lolo Sáinz, Wayne Brabender, Walter Szczerbiak, Miles Aiken, Rafael Rullán y Juan Antonio Corbalán.
Otra importante medida fue la creación del Torneo de Navidad en 1965, la competición no oficial más importante de Europa. En aquel año la sección de baloncesto logró el patrocinio de Philips a cambio de retransmisiones por televisión. Dado que en Navidad no había liga sugirió un cuadrangular amistoso para esas fechas, pero la junta directiva del Real Madrid se negó. Para sortear la prohibición, convenció a la FIBA para que lo organizasen ellos en vez del club blanco. Televisión Española aceptó las condiciones y Saporta llamó cada año a clubes europeos, selecciones y combinados de las universidades estadounidenses.
Raimundo Saporta se mantuvo en el Real Madrid hasta el fallecimiento de Bernabéu en 1978. Los miembros de la junta directiva esperaban que, como vicepresidente, asumiera de forma natural la presidencia. Sin embargo, se negó rotundamente y el elegido fue Luis de Carlos. En una entrevista hizo públicas sus razones para rechazar el cargo:

«Don Santiago me dijo en una ocasión que a su muerte no aceptara la presidencia. Y eso fue lo que hice. Primero por falta de ambición personal, y segundo, porque me dijo que sufriría mucho en ese puesto.»

Regresó al Real Madrid para ocuparse del baloncesto por petición expresa de Ramón Mendoza cuando este llegó a la presidencia. No obstante, el mayor peso sobre el equipo recayó en Pedro Ferrándiz, director de la sección. Mantuvo el puesto hasta su retirada definitiva en 1991 por problemas de salud.

### Responsabilidades en la FEB y la FIBA

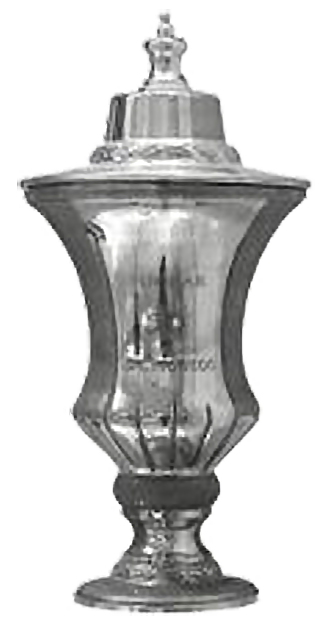
Imagen de la Recopa de Europa de Baloncesto, renombrada «Copa Saporta» en su honor.

Compatibilizó el cargo en la junta directiva del Real Madrid con altas responsabilidades en la Federación Española de Baloncesto (FEB) y la Federación Internacional de Baloncesto (FIBA). En la nacional se mantuvo durante más de cinco décadas, mientras que en la internacional ocupó importantes cargos a lo largo de 37 años: miembro del comité ejecutivo (1959), presidente de la organización internacional (1960), presidente de la comisión para competiciones internacionales (1990 a 1997) y vicepresidente (1995 a 1997).
Fue uno de los impulsores de la Liga Española de Baloncesto, organizada por la FEB desde 1957, en cuya primera temporada solo participaron clubes madrileños y catalanes por razones económicas. En su tercera edición se amplió al resto del país, bajo unos requisitos económicos para garantizar su saneamiento. La idea de este torneo era que sirviese de clasificación para uno superior, la Copa de Europa de baloncesto: como presidente de la comisión internacional de la FIBA, impulsó en 1957 un modelo similar al del fútbol con eliminatorias por proximidad geográfica, y que también involucró a rivales de Europa del Este. No obstante, el Real Madrid no podía llegar a la final porque cuando tocaba enfrentarse a esos equipos, la dictadura de Francisco Franco prohibía cualquier viaje a países soviéticos. La buena relación de Saporta con los ministros franquistas propició una autorización para competiciones deportivas y en 1963 pudo viajar a la capital rusa para enfrentarse al PBC CSKA Moscú. En 1966 impulsó la Copa Intercontinental.
Consiguió además que España organizase el Campeonato Europeo de Baloncesto Masculino de 1973, con la participación de 12 selecciones y dos sedes en Barcelona y Badalona. Los anfitriones llegaron a la final, perdida frente a Yugoslavia por 67:78. Seis años después se le encargó la organización de la Copa Mundial de Fútbol de 1982 y él reclamó la presidencia del comité responsable bajo dos condiciones: un nombramiento por Real Decreto, con el que evitaba injerencias gubernamentales, y no cobrar por el cargo.
De forma paralela, en 1968 fue nombrado miembro de la Comisión Ejecutiva del Comité Olímpico Español (COE). En los Juegos Olímpicos de Moscú 1980 consiguió un permiso del Rey Juan Carlos I para que la estrella de la selección, Juan Antonio San Epifanio «Epi», pudiese viajar con la expedición pese a que estaba cumpliendo el servicio militar.
Cuando Saporta abandonó el Real Madrid en 1991, se concentró en sus cargos federativos. En 1995 fue nombrado por aclamación vicepresidente de la FIBA, un cargo más simbólico que ejecutivo porque su salud se había agravado en ese periodo.

## Muerte
Saporta tenía problemas de salud desde la década de 1980. Ya durante la organización del Mundial de 1982 se hizo público que padecía un desequilibrio general y episodios de estrés. En septiembre de 1987 sufrió un infarto de miocardio del que también pudo recuperarse, pero que le obligó a reducir trabajo en el Real Madrid hasta su retirada en 1991 para concentrarse en las federaciones.
En 1996, el Real Madrid y la FIBA le organizaron un homenaje durante el Torneo de Navidad al que asistieron Juan Antonio Samaranch, presidente del COE, y Borislav Stanković, presidente de la FIBA.
A principios de 1997 ingresó en la clínica Ruber de Madrid por un agravamiento en la afección renal que padecía. Finalmente, falleció el 2 de febrero de 1997 a los 70 años. Su muerte se produjo durante la celebración de la Copa del Rey de baloncesto en León, mientras se disputaban las semifinales entre el Joventut de Badalona y el Baloncesto León. La Liga ACB reaccionó con rapidez a la noticia y antes de la reanudación se guardó un emotivo minuto de silencio, seguido de una ovación del público en su honor.

## Reconocimientos
Raimundo Saporta está considerado una figura clave en el desarrollo del baloncesto en España, así como uno de los directivos más importantes de este deporte a nivel europeo. Durante cincuenta años compaginó sus cargos en el Real Madrid, la Federación Española de Baloncesto y la FIBA con la organización de eventos puntuales, como el Mundial de Fútbol de España 1982 y el Eurobasket de España 1973. Destacó en especial su habilidad para las relaciones públicas, tanto con los jugadores como en ambientes políticos e incluso diplomáticos.
Los restos mortales fueron incinerados y enterrados en el cementerio de La Almudena. En su funeral, Juan Antonio Samaranch declaró que «el deporte español pierde un hombre fundamental», mientras que el presidente del Real Madrid, Lorenzo Sanz, aseguró que «se va, después de Bernabéu, el hombre más importante del madridismo». El seleccionador español Lolo Sáinz, que tuvo a Saporta como jefe tanto de jugador como de entrenador, lamentó «con todo el sentimiento de mi corazón (...) que el baloncesto español se acaba de quedar huérfano». Por parte del Gobierno asistió el secretario de Estado para el deporte, Pedro Antonio Martín.
Tras su muerte, la FIBA renombró el 28 de marzo de 1998 la extinta Recopa de Europa de Baloncesto con el nombre de Copa Saporta.
El pabellón de baloncesto del Real Madrid, situado en su antigua Ciudad Deportiva y hogar del club durante 38 años, fue también renombrado en su honor, pasándose a llamar Pabellón Raimundo Saporta. Este fue el último nombre de este recinto, puesto que fue demolido en 2004 junto al resto de las instalaciones. 
Por otra parte, la Asociación Española de Entrenadores de Baloncesto creó en 2001 el Premio Raimundo Saporta en reconocimiento a la trayectoria profesional de los mejores técnicos de la Liga ACB.
Aunque Raimundo Saporta ocultó sus orígenes sefardíes por miedo a represalias, fue una pieza clave en el reconocimiento de Israel dentro de la comunidad deportiva europea. Cuando se creó la Copa de Europa de baloncesto, defendió que el campeón israelí pudiese disputar el torneo pese a estar geográficamente en Asia. También se encargó de solucionar el incidente diplomático que provocó la entrega, por parte de Bernabéu, de la insignia de oro del club al general Moshé Dayán en junio de 1973, cuando España no reconocía al estado hebreo.

## Premios, reconocimientos y distinciones
- Medalla de Oro de la Real Orden del Mérito Deportivo, otorgada por el Consejo Superior de Deportes (1994)[14]
- Hall of Fame del Baloncesto Español (2022)